# Ainaro
Pour la municipalité, voir Ainaro (municipalité) et Ainaro (poste administratif).
Ainaro est une ville du Timor oriental. Elle est la capitale de municipalité d'Ainaro.

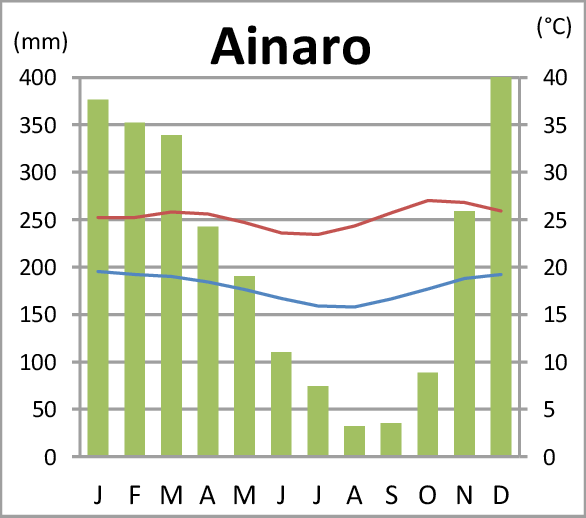

Sa population était de 3 085 habitants en 2006.